# Dynamene edwardsi
Dynamene edwardsi là một loài chân đều trong họ Sphaeromatidae. Loài này được Lucas miêu tả khoa học năm 1849.